# Nino D'Angelo
Gaetano "Nino" d'Angelo (n. 21 iunie 1957, Napoli, Italia) este un actor și cântăreț italian de muzică pop/folk. 

## Filmografie
Una notte (2007)
4-4-2 - Il gioco più bello 
Incantato (2003)
Tifosi (1999)
Ama il tuo nemico 
Paparazzi (II) (1998)
Westmoreland Naples
Attenti a noi due (1994)
Fatalità (1992)
La ragazza del metrò (1989)
Quel ragazzo della curva B (1987)
Giuro che ti amo (1986)
Fotoromanzo (1986)
Popcorn e patatine (1985)
Neapolitan Boy in New York (1984)
L'ammiratrice (1983)
Lo studente (1983)
The Disco (1983)
Un jeans e una maglietta (1983)
Giuramento (1982)
Tradimento (1982)
L'ave Maria (L'artista) (1982)
Celebrità (1981)

## Discografie
- 'A storia mia ('O scippo)
- Nino D'Angelo vol.2
- Nino D'Angelo vol.3
- 'A parturente
- Celebrità
- 'A discoteca
- Le due facce di Nino D'Angelo: Storia - Core 'e papà
- 'Nu jeans e 'na maglietta
- Sotto 'e stelle
- Forza campione
- Popcorn e patatine
- Eccomi qua
- Cantautore
- Fotografando l'amore
- Cose di cuore
- Le canzoni che cantava mammà
- Il cammino dell'amore
- Inseparabili
- Amo l'estate
- ...e la vita continua
- Bravo ragazzo
- Tiempo
- Musicammore
- 'A neve e 'o sole
- A nu passo d' 'a città
- Tano da morire
- Stella 'e matina
- Aitanic
- Omaggio a Napoli
- Terranera
- 'O schiavo e 'o rre
- Il ragù con la guerra
- Gioia Nova
- D'Angelo canta Bruni
- Tra terra e stelle